# オトナの楽園 昇太秘密基地
『オトナの楽園 昇太秘密基地』（オトナのらくえん しょうたひみつきち）は、2019年4月3日から2021年3月25日までBS朝日で放送されていたバラエティ番組。2回の特別番組を経てレギュラー化した。
開始当初の番組名は『春風亭昇太の少年時代工房』（しゅんぷうていしょうたのしょうねんじだいこうぼう）。2020年4月より番組名を『オトナの楽園 昇太秘密基地』に変更してリニューアルした。

## 概要
落語家の春風亭昇太にとって初めてとなる冠番組。ゲストを招き子どものころに出来なかった（お金や体力がなければできない）稚気のある遊びや、憧れだったモノ作りをする。すべてロケで収録が行われ、昇太は自ら軽トラを運転し、ホームセンターや公園などへゲストとともに向かう。
「秘密基地」リニューアル後は、ロケ現場を千葉県富津市内の山林に移し、近隣の農家ら仲間や、ゲスト、アドバイザーとともに山を開墾したり、農作業や庭園づくりをしたりしながら、アウトドアライフを満喫していく。
番組中盤でひと休みし、ゲストの「宝物」（ゲストが所有しているものか、番組で用意したもの）を肴に、少年時代を振り返るトークを行う。

## 出演者
- 春風亭昇太（落語家、落語芸術協会会長）

## 放送リスト

### 春風亭昇太の少年時代工房
| 回     | 放送日              | 課題                                    | ゲスト                             | 備考                       | ゲスト担当番組    |
| ------ | ------------------- | --------------------------------------- | ---------------------------------- | -------------------------- | ----------------- |
| 1      | 2019年4月3日        | ウォッシュボード                        | 山口智充                           | 5月1日に再放送             | なし              |
| 2      | 2019年4月10日       | キャンプファイヤー                      | 勝村政信                           | 5月22日・10月2日に再放送   | なし              |
| 3      | 2019年4月17日       | ドラム缶風呂                            | 長谷川初範                         | 2018年8月27日特番の再放送  | なし              |
| 4      | 2019年4月24日       | いかだ                                  | 柳沢慎吾                           | 2018年11月23日特番の再放送 | なし              |
| 5      | 2019年5月8日        | 缶詰料理                                | 安東弘樹                           | 5月29日に再放送            | なし              |
| 6      | 2019年5月15日       | 檜の縁台                                | 田山涼成                           |                            | なし              |
| 7      | 2019年6月5日        | おもちゃ                                | 西村和彦                           |                            | なし              |
| 8      | 2019年6月12日       | 巨大凧上げ                              | 笹野高史                           |                            | なし              |
| 9      | 2019年7月3日        | ピザ釜                                  | 花田虎上                           |                            | なし              |
| 10     | 2019年7月10日       | ドミノ倒し                              | 土屋伸之（ナイツ）                 |                            | お笑い演芸館＋    |
| 11     | 2019年8月7日        | 包丁                                    | Chage                              |                            | なし              |
| 12     | 2019年8月14日       | オリジナルメガネ                        | 光石研                             |                            | なし              |
| 13・14 | 2019年9月4日・11日  | ジーンズ作り                            | 堀内孝雄                           |                            | なし              |
| 15     | 2019年10月9日       | 豆腐作り                                | 六角精児                           |                            | なし              |
| 16     | 2019年10月16日      | 流しそうめん                            | 林家たい平                         |                            | 新 鉄道・絶景の旅 |
| 17・18 | 2019年11月6日・13日 | 山遊び                                  | 真矢ミキ                           |                            | なし              |
| 19     | 2019年12月11日      | ペットボトル船                          | カミナリ（竹内まなぶ・石田たくみ） |                            | なし              |
| 20     | 2019年12月18日      | しらす漁                                | 加藤諒                             |                            | なし              |
| 21     | 2020年1月8日        | アクアテラリウム                        | 的場浩司                           |                            | なし              |
| 22     | 2020年1月22日       | ドッグハウス                            | 神奈月                             |                            | なし              |
| 23     | 2020年1月29日       | カレー研究                              | 鈴木浩介                           |                            | 旅する鈴木        |
| 24     | 2020年2月19日       | 焚き火                                  | ダイアモンド☆ユカイ                |                            | なし              |
| 25・26 | 2020年3月11日・18日 | 秘密基地探し                            | 林家たい平                         |                            | 新・鉄道絶景の旅  |
| 27     | 2020年3月25日       | 総集編&4月8日番組リニューアル見どころSP | なし                               |                            | なし              |

### オトナの楽園 昇太秘密基地
| 回 | 放送日         | 課題                                                                             | ゲスト                                                                           | 備考                                                                             | ゲスト担当番組                                                                   |
| -- | -------------- | -------------------------------------------------------------------------------- | -------------------------------------------------------------------------------- | -------------------------------------------------------------------------------- | -------------------------------------------------------------------------------- |
| 1  | 2020年4月8日   | ドラム缶風呂                                                                     | 勝俣州和                                                                         |                                                                                  | なし                                                                             |
| 2  | 2020年4月15日  | かまど作り                                                                       | 東貴博                                                                           |                                                                                  | なし                                                                             |
| 3  | 2020年4月22日  | 基地でハチミツが採れる養蜂場作り                                                 | F-BLOOD（藤井フミヤ・藤井尚之）                                                  |                                                                                  | なし                                                                             |
| 4  | 2020年4月29日  | 養蜂・看板作り                                                                   | F-BLOOD（藤井フミヤ・藤井尚之）                                                  |                                                                                  | なし                                                                             |
| 5  | 2020年5月6日   | 燻製器作り・セッション                                                           | F-BLOOD（藤井フミヤ・藤井尚之）                                                  |                                                                                  | なし                                                                             |
| 6  | 2020年6月10日  | ベランダキャンプ                                                                 | なし                                                                             |                                                                                  | なし                                                                             |
| 7  | 2020年6月17日  | ベランダキャンプ                                                                 | 林家たい平（リモート出演）                                                       | 新・鉄道絶景の旅                                                                 |                                                                                  |
| 8  | 2020年7月8日   | ツリーハウス作り・アユ釣り                                                       | つるの剛士                                                                       |                                                                                  | なし                                                                             |
| 9  | 2020年7月29日  | ピザ釜作り                                                                       | 片瀬那奈                                                                         |                                                                                  | なし                                                                             |
| 10 | 2020年8月5日   | ツリーハウス作り・囲炉裏作り・焚火スイーツ                                       | カンニング竹山                                                                   |                                                                                  | なし                                                                             |
| 11 | 2020年9月2日   | ツリーハウス作り・草木染め                                                       | 純烈                                                                             |                                                                                  | なし                                                                             |
| 12 | 2020年9月9日   | ドラム缶風呂・投網                                                               | 純烈                                                                             |                                                                                  | なし                                                                             |
| 13 | 2020年9月16日  | ししおどし作り                                                                   | 獣神サンダー・ライガー                                                           |                                                                                  | ワールドプロレスリングリターンズ                                                 |
| 14 | 2020年9月23日  | お茶作り・ビニールハウス作り・雨水タンク設置                                     | 獣神サンダー・ライガー                                                           |                                                                                  | ワールドプロレスリングリターンズ                                                 |
| SP | 2020年10月11日 | 10月から木曜9時にお引っ越し!家庭菜園、ツリーハウス、ドラム缶風呂、全部見せますSP | 10月から木曜9時にお引っ越し!家庭菜園、ツリーハウス、ドラム缶風呂、全部見せますSP | 10月から木曜9時にお引っ越し!家庭菜園、ツリーハウス、ドラム缶風呂、全部見せますSP | 10月から木曜9時にお引っ越し!家庭菜園、ツリーハウス、ドラム缶風呂、全部見せますSP |
| 15 | 2020年10月15日 | ジップライン作り・キャンドル作り                                                 | 林家たい平                                                                       | この回から毎週木曜日の21:00 - 21:54に枠移動                                      | 新・鉄道絶景の旅                                                                 |
| 16 | 2020年10月22日 | キャンプ飯・弓矢作り・パン作り                                                   | 林家たい平                                                                       |                                                                                  | 新・鉄道絶景の旅                                                                 |
| 17 | 2020年10月29日 | 巨大ブランコ作り                                                                 | 丸山桂里奈・本並健治                                                             |                                                                                  | なし                                                                             |
| 18 | 2020年11月5日  | ラー油・ギョーザ作り                                                             | 近藤芳正                                                                         |                                                                                  | なし                                                                             |
| 19 | 2020年11月12日 | 稲刈り・モクズガニ漁                                                             | なし                                                                             |                                                                                  | なし                                                                             |
| 20 | 2020年11月19日 | 素潜り貝漁                                                                       | 魔裟斗                                                                           |                                                                                  | なし                                                                             |
| 21 | 2020年11月26日 | 納屋解体・足湯作り（前編）                                                       | カミナリ（竹内まなぶ・石田たくみ）                                               |                                                                                  | なし                                                                             |
| 22 | 2020年12月3日  | 足湯作り（後編）・ロケットストーブ作り                                           | カミナリ（竹内まなぶ・石田たくみ）                                               |                                                                                  | なし                                                                             |
| 23 | 2020年12月10日 | 燻製ソーセージ作り・干し柿作り                                                   | Mr.シャチホコ                                                                    |                                                                                  | なし                                                                             |
| 24 | 2020年12月17日 | 大豆収穫・豆腐作り                                                               | 六角精児                                                                         |                                                                                  | なし                                                                             |
| 25 | 2020年12月24日 | 餅つき・門松作り                                                                 | 阿佐ヶ谷姉妹（渡辺江里子・木村美穂）                                             |                                                                                  | なし                                                                             |
| 26 | 2021年1月7日   | 炊事場作り・イノシシ被害・くん炭                                                 | なし                                                                             |                                                                                  | なし                                                                             |
| 27 | 2021年1月14日  | 炊事場作り                                                                       | つるの剛士                                                                       |                                                                                  | なし                                                                             |
| 28 | 2021年1月21日  | 干し野菜作り                                                                     | なし                                                                             |                                                                                  | なし                                                                             |
| 29 | 2021年1月28日  | サウナ作り                                                                       | 浅利陽介                                                                         |                                                                                  | なし                                                                             |
| 30 | 2021年2月4日   | 自然薯収穫・手打ちそば作り                                                       | なし                                                                             |                                                                                  | なし                                                                             |
| 31 | 2021年2月11日  | キャベツ畑収穫・キャベツ料理・養蜂冬支度                                         | なし                                                                             |                                                                                  | なし                                                                             |
| 32 | 2021年2月18日  | ドラム缶炭小屋作り                                                               | 稲村亜美                                                                         |                                                                                  | なし                                                                             |
| 33 | 2021年2月25日  | 炭火焼き鳥・いぶりがっこ作り                                                     | なし                                                                             |                                                                                  | なし                                                                             |
| 34 | 2021年3月4日   | つぼ焼き芋屋台                                                                   | 田中要次                                                                         |                                                                                  | なし                                                                             |
| 35 | 2021年3月11日  | 花の収穫・いぶりたくあん 古民家見学                                              | なし                                                                             |                                                                                  | なし                                                                             |
| 36 | 2021年3月18日  | こんにゃく物語                                                                   | なし                                                                             |                                                                                  | なし                                                                             |
| 37 | 2021年3月25日  | 畑開拓・メロン収穫                                                               | なし                                                                             |                                                                                  | なし                                                                             |
| SP | 2022年1月2日   | 昇太ファーム                                                                     | なし                                                                             |                                                                                  | なし                                                                             |

## スタッフ
- ナレーション：山中まどか
- ブレーン：山崎徹
- 構成：服部真由子
- CAM：高野清隆、岡田栄
- VE：斉藤弘一
- PA：西田敬
- EED：滝嶋秀臣、江原英生
- MA：浦部裕太
- 音効：矢部公英
- 技術協力：Shaluck、blue box studio、交音社、アッパーアローズ
- CGデザイン：キムラケイサク（ティップス）
- 美術協力：アートメイク・トキ
- 広報：田中久美香、平野大輔（BS朝日）
- デスク：小泉真弓（BS朝日）
- アシスタントディレクター：小原康樹
- ディレクター：酒井謙之 柳下明大
- 演出 管沼 誠
- 総合演出：古賀謙一
- プロデューサー：井出上飛鳥（BS朝日）、青山速己、大本昌徳
- チーフプロデューサー：大幸雅弘（BS朝日）
- 制作：BS朝日、AO,inc.

## 放送時間
- 2019年4月3日 - 2020年9月30日
  - 毎週水曜日 22時 - 22時54分
- 2020年10月15日 - 2021年3月25日
  - 毎週木曜日 21時 - 21時54分